# 切比雪夫函數

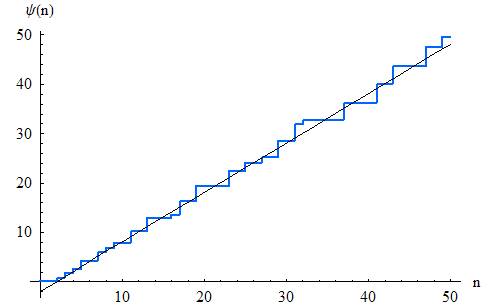
切比雪夫第二函數在x < 50時的圖像

在數學上，切比雪夫函數（Chebyshev Function）可指一個標量化函數（切比雪夫加權標量化函數），或兩個彼此相關的函數的其中之一。
切比雪夫第一函數（First Chebyshev Function）在文獻中一般記做{\displaystyle \vartheta (x)}或{\displaystyle \theta (x)}，其形式如下：
{\displaystyle \vartheta (x)=\sum _{p\leq x}\log p}
其中{\displaystyle \log }是自然對數，而切比雪夫第一函數就是所有小於等於x的質數p的自然對數的總和。
切比雪夫第二函數（Second Chebyshev Function）在文獻中一般記做{\displaystyle \psi (x)}，其定義類似，為所有小於等於x的質數p的冪的自然對數的總和，而其形式如下：
{\displaystyle \psi (x)=\sum _{k\in \mathbb {N} }\sum _{p^{k}\leq x}\log p=\sum _{n\leq x}\Lambda (n)=\sum _{p\leq x}\left\lfloor \log _{p}x\right\rfloor \log p,}
其中{\displaystyle \Lambda }是馮·曼戈爾特函數。切比雪夫函數，尤其切比雪夫第二函數{\displaystyle \psi (x)}，經常出現於與質數相關的數學證明中，而這是因為這些函數比質數計數函數{\displaystyle \pi (x)}還容易處理之故。可見下等式一節說明。
切比雪夫第一及第二函數都與x呈現非病態關係，而這點等價於質數定理。
除了上述的切比雪夫第一及第二函數外，還有個與上述無關無關的切比雪夫加權標量化函數（Tchebycheff function或weighted Tchebycheff scalarizing function）或切比雪夫效用函數（Chebyshev utility function），其形式如下：
{\displaystyle f_{Tchb}(x,w)=\max _{i}w_{i}f_{i}(x).}
藉由最小化這方程式不同{\displaystyle w}的數值，可得到帕累托前沿的每個點，甚至是非凸性的部分。很多時候，要最小化的不是{\displaystyle f_{i}}，而是在給定標量{\displaystyle z_{i}^{*}}的狀況下{\displaystyle |f_{i}-z_{i}^{*}|}的數值，而在這種狀況下有{\displaystyle f_{Tchb}(x,w)=\max _{i}w_{i}|f_{i}(x)-z_{i}^{*}|.}。
這三個函數皆以帕夫努季·利沃维奇·切比雪夫為名，唯本文的主題是數論上的切比雪夫第一及第二函數，切比雪夫加權標量化函數與這兩函數無關，也不會出現在接下來的討論中。

## 切比雪夫第一及第二函數的關係
切比雪夫第一及第二函數彼此相關，要驗證這點，可先將切比雪夫第二函數寫成如下形式：
{\displaystyle \psi (x)=\sum _{p\leq x}k\log p}
其中k是使得{\displaystyle p^{k}\leq x<p^{k+1}}的唯一整數，而k的值可參見A206722。一個更直接的關係如下：
{\displaystyle \psi (x)=\sum _{n=1}^{\infty }\vartheta {\big (}x^{\frac {1}{n}}{\big )}.}
注意的是和的後半段只有有限多個非零數值，而這是因為有下式之故：
{\displaystyle \vartheta {\big (}x^{\frac {1}{n}}{\big )}=0\quad {\text{for}}\quad n>\log _{2}x={\frac {\log x}{\log 2}}.}
切比雪夫第二函數是從1到n所有數的最小公倍數的自然對數：
{\displaystyle \operatorname {lcm} (1,2,\dots ,n)=e^{\psi (n)}.}
對於n而言，lcm(1, 2, ..., n)的值可參見A003418。
以下定理將{\displaystyle {\frac {\psi (x)}{x}}}及{\displaystyle {\frac {\vartheta (x)}{x}}}這兩個分數給聯繫起來。
定理：若{\displaystyle x>0}則有
{\displaystyle 0\leq {\frac {\psi (x)}{x}}-{\frac {\vartheta (x)}{x}}\leq {\frac {(\log x)^{2}}{2{\sqrt {x}}\log 2}}.}
注意：從此不等式可推出
{\displaystyle \lim _{x\to \infty }\!\left({\frac {\psi (x)}{x}}-{\frac {\vartheta (x)}{x}}\right)\!=0.}
換句話說，若{\displaystyle \psi (x)/x}或{\displaystyle \vartheta (x)/x}其中一個趨近某個極限，則另一個也是如此，也就是兩者的極限相等。
證明：由於{\displaystyle \psi (x)=\sum _{n\leq \log _{2}x}\vartheta (x^{1/n})}，因此有
{\displaystyle 0\leq \psi (x)-\vartheta (x)=\sum _{2\leq n\leq \log _{2}x}\vartheta (x^{1/n}).}
而由{\displaystyle \vartheta (x)}的定義，可得以下明顯的不等式：
{\displaystyle \vartheta (x)\leq \sum _{p\leq x}\log x\leq x\log x}
因此有
{\displaystyle {\begin{aligned}0\leq \psi (x)-\vartheta (x)&\leq \sum _{2\leq n\leq \log _{2}x}x^{1/n}\log(x^{1/n})\\&\leq (\log _{2}x){\sqrt {x}}\log {\sqrt {x}}\\&={\frac {\log x}{\log 2}}{\frac {\sqrt {x}}{2}}\log x\\&={\frac {{\sqrt {x}}\,(\log x)^{2}}{2\log 2}}.\end{aligned}}}
最後，將此不等式兩邊除以{\displaystyle x}，即可得定理的不等式。

## 非病態關係及上下界
對於切比雪夫函數，有以下已知的界線。其中pk是第k個質數，也就是p1 = 2、p2 = 3等等：
{\displaystyle {\begin{aligned}\vartheta (p_{k})&\geq k\left(\log k+\log \log k-1+{\frac {\log \log k-2.050735}{\log k}}\right)&&{\text{for }}k\geq 10^{11},\\[8px]\vartheta (p_{k})&\leq k\left(\log k+\log \log k-1+{\frac {\log \log k-2}{\log k}}\right)&&{\text{for }}k\geq 198,\\[8px]|\vartheta (x)-x|&\leq 0.006788\,{\frac {x}{\log x}}&&{\text{for }}x\geq 10\,544\,111,\\[8px]|\psi (x)-x|&\leq 0.006409\,{\frac {x}{\log x}}&&{\text{for }}x\geq e^{22},\\[8px]0.9999{\sqrt {x}}&<\psi (x)-\vartheta (x)<1.00007{\sqrt {x}}+1.78{\sqrt[{3}]{x}}&&{\text{for }}x\geq 121.\end{aligned}}}
此外，若黎曼猜想成立，則對於任意的{\displaystyle \varepsilon >0}而言，有以下關係式：
{\displaystyle {\begin{aligned}|\vartheta (x)-x|&=O{\Big (}x^{{\frac {1}{2}}+\varepsilon }{\Big )}\\|\psi (x)-x|&=O{\Big (}x^{{\frac {1}{2}}+\varepsilon }{\Big )}\end{aligned}}}
對任意的{\displaystyle x>0}而言，切比雪夫第一函數{\displaystyle \vartheta (x)}及第二函數{\displaystyle \psi (x)}有以下的上界： 
{\displaystyle {\begin{aligned}\vartheta (x)&<1.000028x\\\psi (x)&<1.03883x\end{aligned}}}
對於1.03883這常數的解釋，可見A206431的說明。

## 等式
1895年，漢斯·馮·曼戈爾特證明了{\displaystyle \psi (x)}有以下作為黎曼ζ函數非平凡零點和的解析解：
{\displaystyle \psi _{0}(x)=x-\sum _{\rho }{\frac {x^{\rho }}{\rho }}-{\frac {\zeta '(0)}{\zeta (0)}}-{\tfrac {1}{2}}\log(1-x^{-2}).}
其中ζ′ (0)/ζ (0)的數值為log(2π)、ρ遍歷黎曼ζ函數的所有非平凡零點，而ψ0是一個與ψ類似的函數，但差別是其在跳躍不連續點（質數的冪）的取值為其左邊與右邊值的中間：
{\displaystyle \psi _{0}(x)={\frac {1}{2}}\!\left(\sum _{n\leq x}\Lambda (n)+\sum _{n<x}\Lambda (n)\right)={\begin{cases}\psi (x)-{\tfrac {1}{2}}\Lambda (x)&x=2,3,4,5,7,8,9,11,13,16,\dots \\[5px]\psi (x)&{\mbox{otherwise.}}\end{cases}}}
就自然對數的泰勒展開式而言，解析解的最後一項可理解為xω/ω對黎曼ζ函數平凡零點ω = −2, −4, −6, ...的求和。也就是說，
{\displaystyle \sum _{k=1}^{\infty }{\frac {x^{-2k}}{-2k}}={\tfrac {1}{2}}\log \left(1-x^{-2}\right).}
類似地，此公式第一項x = x1/1對應到黎曼ζ函數在1的單純極點。這部分作為極點而非零點的事實，說明了項的變號。

## 性質
一個由埃哈德·施密特證明的結果指稱，對於某個特定的正常數K，存在有無限多個正整數x使得
{\displaystyle \psi (x)-x<-K{\sqrt {x}}}
同時有無限多個正整數x使得
{\displaystyle \psi (x)-x>K{\sqrt {x}}.}
使用小o符號，可將上式重述為
{\displaystyle \psi (x)-x\neq o\left({\sqrt {x}}\,\right).}
哈代與李特爾伍德證明了一個更強的結果，表述如下：
{\displaystyle \psi (x)-x\neq o\left({\sqrt {x}}\,\log \log \log x\right).}
也就是說有無限多的正整數x，使得{\displaystyle \psi (x)}與x之間的差的絕對值超過{\displaystyle {\sqrt {x}}\,\log \log \log x}。

## 與質數階乘的關係
切比雪夫第一函數也是x的質數階乘x #的對數：
{\displaystyle \vartheta (x)=\sum _{p\leq x}\log p=\log \prod _{p\leq x}p=\log \left(x\#\right).}
這說明了質數階乘x #非病態地等於e(1  + o(1))x，其中o是小o符號（見大O符號一文的說明），而這點與質數定理共同確立了pn #的非病態行為。

## 與質數計數函數間的關係
切比雪夫函數可透過下式與與質數計數函數發生關係。定義
{\displaystyle \Pi (x)=\sum _{n\leq x}{\frac {\Lambda (n)}{\log n}}.}
那麼有
{\displaystyle \Pi (x)=\sum _{n\leq x}\Lambda (n)\int _{n}^{x}{\frac {dt}{t\log ^{2}t}}+{\frac {1}{\log x}}\sum _{n\leq x}\Lambda (n)=\int _{2}^{x}{\frac {\psi (t)\,dt}{t\log ^{2}t}}+{\frac {\psi (x)}{\log x}}.}
從Π到質數計數函數π間的轉換可由下式表示：
{\displaystyle \Pi (x)=\pi (x)+{\tfrac {1}{2}}\pi \left({\sqrt {x}}\,\right)+{\tfrac {1}{3}}\pi \left({\sqrt[{3}]{x}}\,\right)+\cdots }
由於很明顯地，有π (x) ≤ x之故，因此為了估計的目的，最後的關係式可重述如下：
{\displaystyle \pi (x)=\Pi (x)+O\left({\sqrt {x}}\,\right).}

## 黎曼猜想
黎曼猜想指稱說黎曼ζ函數任意的非顯著零點的實部的值為1/2。在這種狀況下，有|x ρ| = √x，且可證明說
{\displaystyle \sum _{\rho }{\frac {x^{\rho }}{\rho }}=O\!\left({\sqrt {x}}\,\log ^{2}x\right).}
由上式可推得
{\displaystyle \pi (x)=\operatorname {li} (x)+O\!\left({\sqrt {x}}\,\log x\right).}

## 平滑化函數
平滑化切比雪夫函數定義如下：
{\displaystyle \psi _{1}(x)=\int _{0}^{x}\psi (t)\,dt.}
顯然有{\displaystyle \psi _{1}(x)\sim {\frac {x^{2}}{2}}.}

## 額外補充
- Apostol, Tom M., , Undergraduate Texts in Mathematics, New York-Heidelberg: Springer-Verlag, 1976, ISBN 978-0-387-90163-3, MR 0434929, Zbl 0335.10001

## 外部連結
- 埃里克·韦斯坦因. . MathWorld.
- . PlanetMath.
- . PlanetMath.
- Riemann's Explicit Formula （页面存档备份，存于）, with images and movies